# Handicap
 For alternative betydninger, se Handicap (flertydig). (Se også artikler, som begynder med Handicap)
Et handicap er en langvarig fysisk eller psykisk sygdom eller funktionsnedsættelse.
Et handicap defineres som funktionsnedsættelser, der har konsekvenser for livsførelsen. Det skal altså være en funktionsnedsættelse, der ikke fuldt ud kompenseres for og som dermed giver barrierer i samfundet. 
Ca. hver femte dansker har en eller anden type funktionsnedsættelse. Man taler normalt om fysiske (mobilitetsproblemer) og psykiske handicap (kognitive eller psykiske lidelser).